# ربض (لك)
رَبَض هي مدينة تقع في شمال غرب إسبانيا في مقاطعة لُكّ . إنها أصغر بلدية في جليقية. بلغ عدد سكان رَبض حوالي 1500 نسمة وتبلغ مساحتها 5.2 كيلومتر مربع وهي على ارتفاع 400 متر.